# Selahattin Kılıçsallayan
Selahattin Kılıçsallayan (* 18. října 1993 Kahramanmaraş) je turecký zápasník–volnostylař.

## Sportovní kariéra
Zápasení se věnoval od svých 9 let v rodném Kahramanmaraşi pod vedením Selima Kaleho a později Cengize Karakıze. Od roku 2010 se připravoval v Ankaře v klubu Tedaş pod vedením Yüksela Şanlıho. V turecké volnostylařské reprezentaci se pohyboval od roku 2011 ve váze do 60 kg. V roce 2012 se nekvalifikoval na olympijské hry v Londýně a Turecko nemělo ve váza do 60 kg v Londýně zastoupení.
Od roku 2013 startuje ve váze do 65 (66) kg, kde byl dlouho ve stínu Mustafy Kayi. Reprezentační jedničkou se stal od roku 2018, kdy Kaja přestoupil do vyšší váhové kategorie. Od téhož roku zastupuje prestižní ankarský klub ASKİ, jejichž zápasnickou sekci vede Abdullah Çakmar.

## Výsledky
| Olympijské hry     |    |   | —   |    |   |     | — |   |     |     |  |  |  |  |  |  |  |  |  |  |  |  |  |  |  |  |  |
| Mistrovství světa  |    | — |     | —  | — | —   |   | — | úč. | úč. |  |  |  |  |  |  |  |  |  |  |  |  |  |  |  |  |  |
| Evropské hry       |    |   |     |    |   | —   |   |   |     | úč. |  |  |  |  |  |  |  |  |  |  |  |  |  |  |  |  |  |
| Mistrovství Evropy |    | — | —   | —  | — | —   | — | — | 3.  | 2.  |  |  |  |  |  |  |  |  |  |  |  |  |  |  |  |  |  |
| ME do 24 let       |    |   |     |    |   | úč. | — |   |     |     |  |  |  |  |  |  |  |  |  |  |  |  |  |  |  |  |  |
| MS juniorů         | —  | — | úč. | 1. |   |     |   |   |     |     |  |  |  |  |  |  |  |  |  |  |  |  |  |  |  |  |  |
| ME juniorů         | —  | — | 2.  | 1. |   |     |   |   |     |     |  |  |  |  |  |  |  |  |  |  |  |  |  |  |  |  |  |
| ME dorostenců      | 1. |   |     |    |   |     |   |   |     |     |  |  |  |  |  |  |  |  |  |  |  |  |  |  |  |  |  |